# Ивановка (Сакский район)

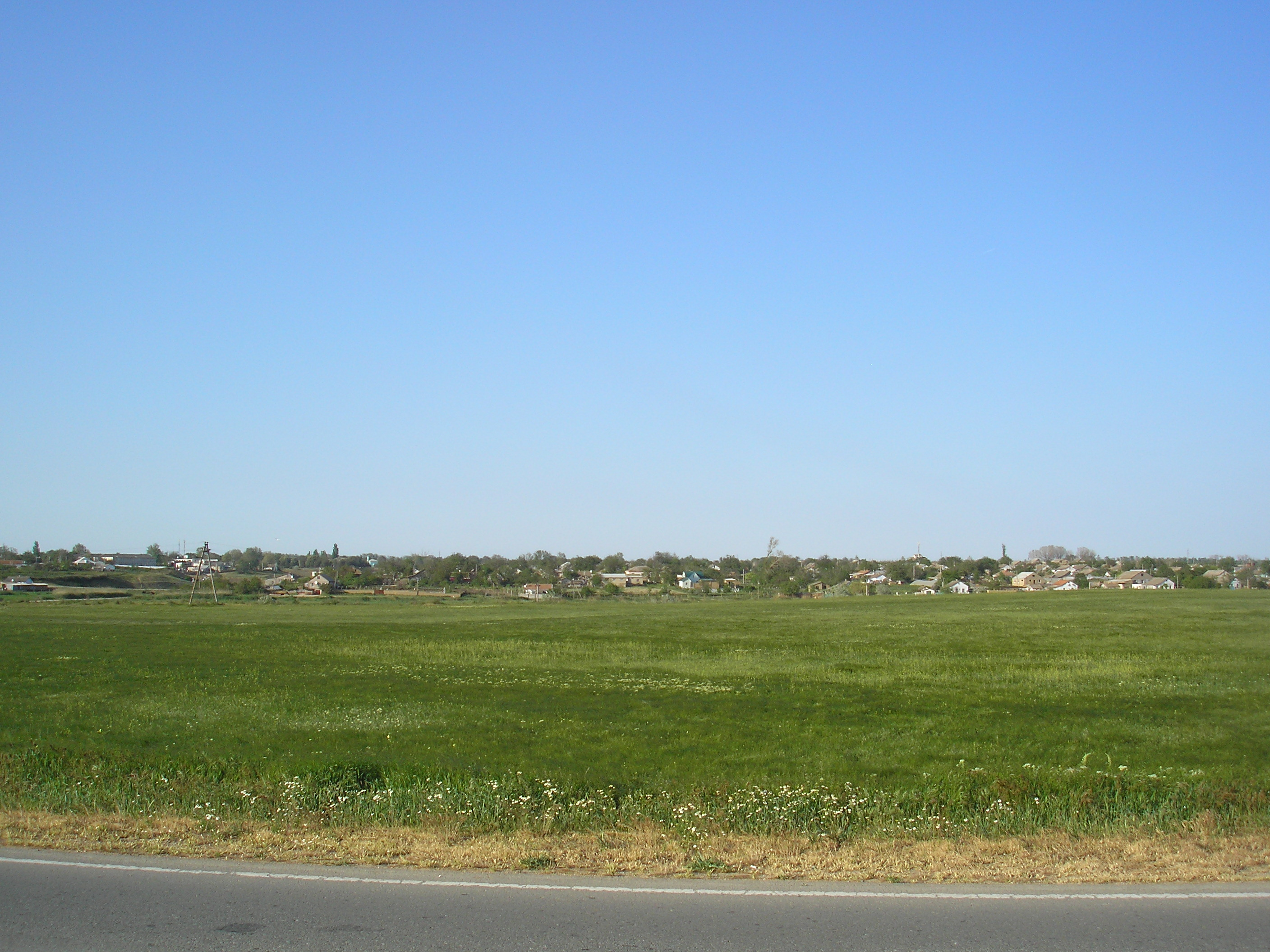
Вид с юга

Ива́новка (до 1853 года Камышлы́; укр. Іванівка, крымскотат. Qamışlı, Къамышлы) — село в Сакском районе Республики Крым, центр Ивановского сельского поселения (согласно административно-территориальному делению Украины — Ивановского сельского совета Автономной Республики Крым).

## Население
| 2001 | 2014  |
| ---- | ----- |
| 2175 | ↘2055 |

### Динамика численности
| - 1806 год — 123 чел. - 1864 год — 304 чел. - 1889 год — 514 чел. - 1892 год — 623 чел. - 1897 год — 627 чел. - 1900 год — 590 чел. - 1915 год — 701/10 чел. | - 1926 год — 1065 чел. - 1939 год — 1027 чел. - 1974 год — 1914 чел. - 1989 год — 1319 чел. - 2001 год — 2175 чел. - 2009 год — 2248 чел. - 2014 год — 2055 чел. |

## Современное состояние
На 2016 год в Ивановке числятся площадь Ленина, 25 улиц и 2 переулка; на 2009 год, по данным сельсовета, село занимало площадь 335 гектаров, на которой в 781 дворе числилось 2248 жителей. В селе действуют средняя общеобразовательная школа, детский сад «Светлячок», сельская библиотека, врачебная амбулатория, церковь преподобных Лазаря и Афанасия Муромских, мечеть.
Село связано автобусным сообщением с Евпаторией и соседними населёнными пунктами.

## География
Ивановка — село на юге района, в степном Крыму, у впадения реки Тобе-Чокрак в озеро Кызыл-Яр, на автодороге 35К-009 Саки — Орловка (по украинской классификации Т-0104), высота центра села над уровнем моря — 7 м. Соседние сёла: Михайловка в 4 км на север, Фрунзе в 4,2 км на юго-запад и Тепловка Симферопольского района в 3,8 км на юго-запад. Расстояние до райцентра — около 11 километров (по шоссе), там же ближайшая железнодорожная станция Саки (на линии Остряково — Евпатория).

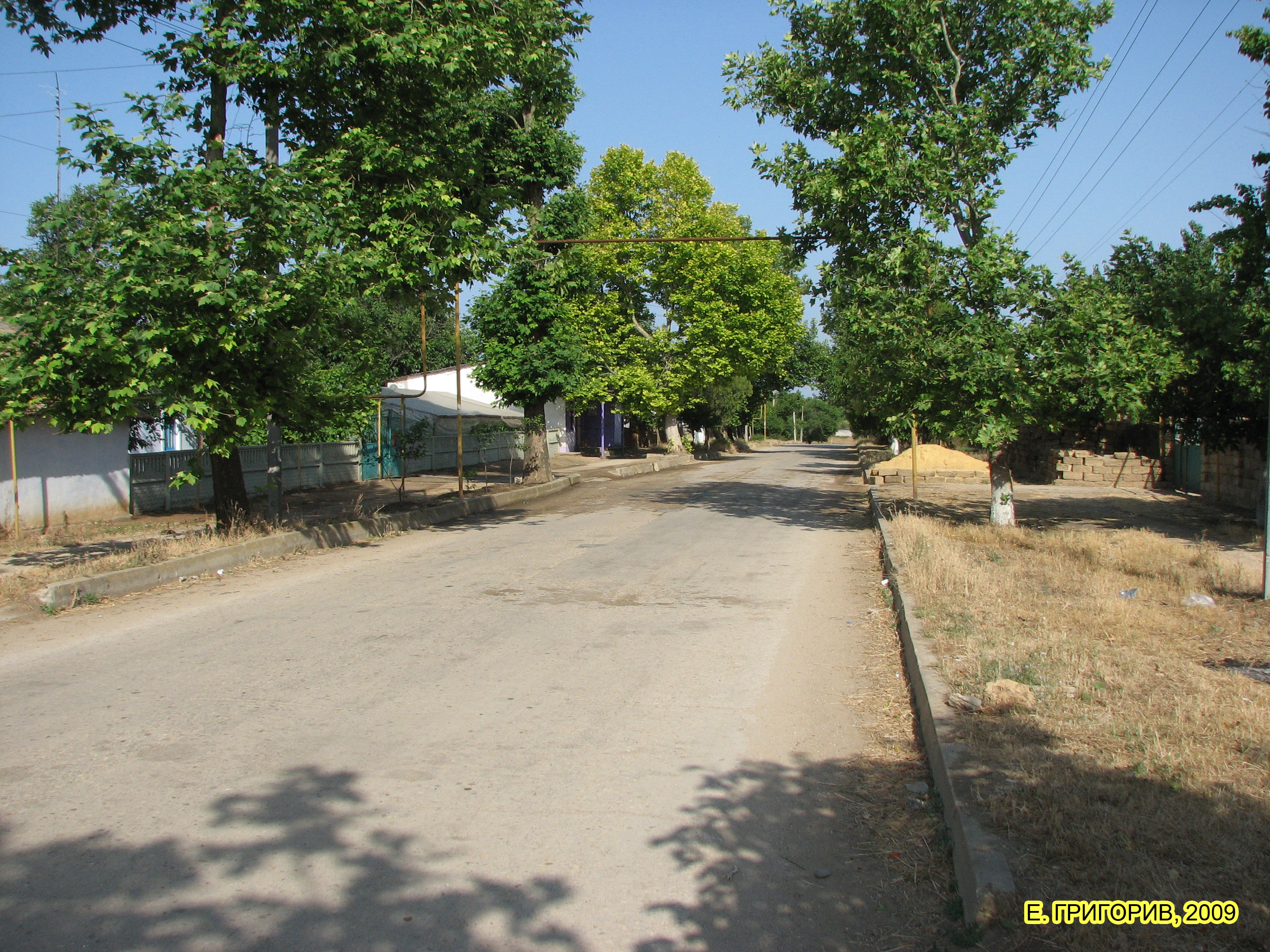
Улица Комсомольская

## История
Первое документальное упоминание села встречается в Камеральном Описании Крыма… 1784 года, судя по которому, в последний период Крымского ханства Камышлы входил в Бахчисарайский кадылык Бахчисарайского каймаканства. После присоединения Крыма к России (8) 19 апреля 1783 года, (8) 19 февраля 1784 года, именным указом Екатерины II сенату, на территории бывшего Крымского Ханства была образована Таврическая область и деревня была приписана к Евпаторийскому уезду. После Павловских реформ, с 1796 по 1802 год, входила в Акмечетский уезд Новороссийской губернии. По новому административному делению, после создания 8 (20) октября 1802 года Таврической губернии, Камышлы был включён в состав Тулатской волости Евпаторийского уезда.
По Ведомости о волостях и селениях, в Евпаторийском уезде с показанием числа дворов и душ… от 19 апреля 1806 года в деревне Камышлы числилось 20 дворов, 121 крымский татарин и 2 ясыров. На военно-топографической карте генерал-майора Мухина 1817 года деревня Камышлы обозначена с 20 дворами. После реформы волостного деления 1829 года Камышлы, согласно «Ведомости о казённых волостях Таврической губернии 1829 года», отнесли к Темешской волости (переименованной из Тулатской). На карте 1836 года в деревне 33 двора, как и на карте 1842 года.
В 1860-х годах, после земской реформы Александра II, деревню приписали к Сакской волости. Согласно «Памятной книжке Таврической губернии за 1867 год», деревня Камышлы была покинута жителями в 1860—1864 годах, в результате эмиграции крымских татар, особенно массовой после Крымской войны 1853—1856 годов, в Турцию и, под названием Ивановка, заселена русскими поселенцами. По обследованиям профессора А. Н. Козловского того же года, глубина колодцев в деревне составляла 2—5 саженей (4—10 м), в половине из которых вода была солоноватая, как и в родниках. Согласно книге М.Родионова Описание Таврической епархии. 1872 год, …водворены на жительство переселенцы изъ Велико и Малороссіи. По данным книги «Історія міст і сіл Української РСР» — основано в 1853 году переселенцем Иваном Трибрат — крестьянином из Полтавской губернии) В «Списке населённых мест Таврической губернии по сведениям 1864 года», составленном по результатам VIII ревизии 1864 года, Ивановка (Камышлы) — казённая русская деревня, с 38 дворами и 304 жителямии при болоте Камышлы, на трехверстовой карте Шуберта 1865—1876 года в деревне Ивановка 40 дворов.
В «Памятной книге Таврической губернии 1889 года» по результатам Х ревизии 1887 года, записана Ивановка с 75 дворами и 514 жителями. На верстовой карте 1890 года в деревне обозначено 73 двора с русским населением Согласно «…Памятной книжке Таврической губернии на 1892 год», в деревне Ивановка, входившей в Ивановское сельское общество, было 623 жителя в 80 домохозяйствах.
Земская реформа 1890-х годов в Евпаторийском уезде прошла после 1892 года, в результате Ивановка осталась в составе Сакской волости. Перепись 1897 года зафиксировала в деревне 627 жителей, из которых 620 православных. По «…Памятной книжке Таврической губернии на 1900 год» в деревне, входившей в Ивановское сельское общество, числилось 590 жителей в 84 дворах. На 1914 год в селении действовала земская школа. По Статистическому справочнику Таврической губернии. Ч.II-я. Статистический очерк, выпуск пятый Евпаторийский уезд, 1915 год, в деревне Ивановка Сакской волости Евпаторийского уезда числилось 110 дворов (108 дворов с землёй, 2 — безземельные) с русскими жителями в количестве 701 человека приписного населения и 10 — «постороннего», из которых 348 мужчин и 363 женщины. Жители владели 2224 десятинами удобной земли. В хозяйствах имелось 384 лошади, 208 волов, 160 коров и 240 голов мелкого скота.
После установления в Крыму Советской власти, по постановлению Крымревкома от 8 января 1921 года была упразднена волостная система и село включили в состав вновь созданного Подгородне-Петровского района Симферопольского уезда, а в 1922 году уезды получили название округов. 11 октября 1923 года, согласно постановлению ВЦИК, в административное деление Крымской АССР были внесены изменения, в результате которых был ликвидирован Подгородне-Петровский район и образован Симферопольский и село включили в его состав. Согласно Списку населённых пунктов Крымской АССР по Всесоюзной переписи 17 декабря 1926 года, в селе Ивановка, в составе упразднённого к 1940 году, Дорт-Кульского сельсовета Симферопольского района, числилось 210 дворов, из них 195 крестьянских, население составляло 1065 человек, из них 913 украинцев, 99 русских, 43 армянина, 3 белоруса, 1 немец, 3 записаны в графе «прочие», действовала русская школа. В 1930 году в селе были созданы колхозы «Пятилетка», затем «Красный Боец». Постановлением Президиума КрымЦИКа «Об образовании новой административной территориальной сети Крымской АССР» от 26 января 1935 года был создан Сакский район и село включили в его состав. По данным всесоюзной переписи населения 1939 года в селе проживало 1027 человек. Время создания сельсовета пока не установлено: на 1940 год он уже существовал, оставаясь в этом статусе всю дальнейшую историю.

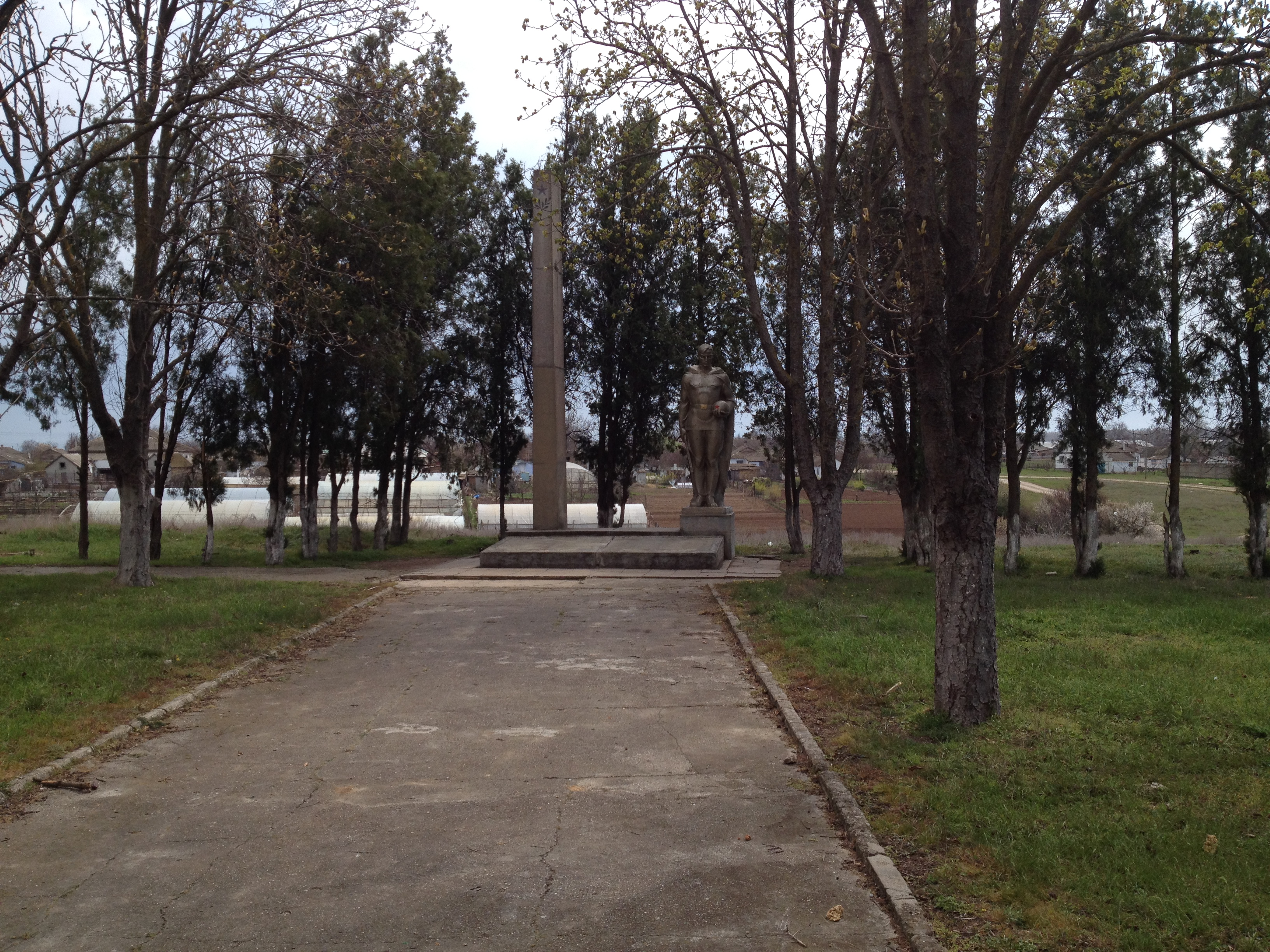
Памятный знак в честь воинов-односельчан

В годы Великой Отечественной войны на фронтах сражались 165 жителей Камышлы, 82 из них погибли , 83 награждены орденами и медалями. В их честь в 1966 году в сквере у Дома культуры установили памятный знак (автор неизвестен) с мемориальной плитой, на которой выбиты фамилии погибших. Решением Крымского облисполкома № 595 от 05 сентября 1969 года мемориал объявлен памятник истории местного значения. Во время войны, при обороне Крыма, после неудачи Евпаторийского десанта в январе 1942 года и при освобождении полуострова в окрестностях села погибли советские воины. В октябре 1941 года — из 95-й и 157-й стрелковых дивизий. В 1942 году — десантники 79 морской стрелковой бригады и в 1944 году — из состава 24-й Гвардейской и 87-й стрелковых дивизий. Павших похоронили на сельском кладбище. В 1954 году на братской могиле установлен памятник. Постановлением Совета министров Республики Крым № 627 от 20 декабря 2016 года оба памятника отнесены к категории объектов культурно-исторического наследия России регионального значения. В 1982 году в селе, площади Ленина, был открыт памятный знак в честь воинов-освободителей, приказом Министерства культуры Республики Крым № 86-ОКН от 11 марта 2024 года включённый в категорию выявленного объекта культурного наследия.
После освобождения Крыма от фашистов, 12 августа 1944 года было принято постановление № ГОКО-6372с «О переселении колхозников в районы Крыма», по которому в район из Курской и Тамбовской областей РСФСР в район переселялись 8100 колхозников, а в начале 1950-х годов последовала вторая волна переселенцев из различных областей Украины. С 25 июня 1946 года Ивановка в составе Крымской области РСФСР. Указом Президиума Верховного Совета РСФСР от 18 мая 1948 года, Камышлы объединили с Ивановкой (на двухкилометровке РККА 1942 года село подписано двумя названиями, что, видимо, и послужило такой записи в указе), под названием Ивановка. В 1950 году местные и окрестные колхозы объединились в сельскохозяйственную артель имени Калинина, которая в 1963 году была переименована в колхоз «Рассвет». 26 апреля 1954 года Крымская область была передана из состава РСФСР в состав УССР. Указом Президиума Верховного Совета УССР «Об укрупнении сельских районов Крымской области», от 30 декабря 1962 года село присоединили к Евпаторийскому району. 1 января 1965 года, указом Президиума ВС УССР «О внесении изменений в административное районирование УССР — по Крымской области», Евпаторийский район был упразднён и село включили в состав Сакского (по другим данным — 11 февраля 1963 года). По данным переписи 1989 года в селе проживало 1319 человек. С 12 февраля 1991 года село в восстановленной Крымской АССР, 26 февраля 1992 года переименованной в Автономную Республику Крым. С 21 марта 2014 года в составе Крыма аннексирована Россией.
Во время Великой Отечественной войны на фронтах сражались с врагом 165 односельчан, 83 из них награждены орденами и медалями. Погибли в боях за Родину 82 жителя села. В их честь в селе сооружён монумент Славы.